# 寒川ほのか
寒川 ほのか（さむかわ ほのか、10月21日 - ）は日本の女性声優。以前はオフィス野沢に所属していた。大阪府出身。

## 出演

### テレビアニメ
- それいけ!アンパンマン（ネコ美〈9代目〉[要出典]）
- きらりん☆レボリューション（2006年-2007年、風真空 他）
- はたらキッズ マイハム組（2007年）
- Mnemosyne-ムネモシュネの娘たち-（2008年、受付嬢）
- 極上!!めちゃモテ委員長（2009年、西崎美鳥）

### Webアニメ
- ブタヅカ（2005年、子守りブタ、赤ちゃんブタ）

### ゲーム
- そしてこの宇宙にきらめく君の詩 XXX（2007年、ミツ）
- Φなる・あぷろーち2 〜1st priority〜（2008年）

### ドラマCD
- 貴族探偵エドワード 銀の瞳が映すもの（2007年）

### 吹き替え

#### 映画
- ゾウがお家にやって来た（2006年、同級生[1]）